# 行政立法兩局非官守議員辦事處
行政立法兩局非官守議員辦事處（英語：Office of the Unofficial Members of the Executive and Legislative Councils，縮寫UMELCO）是香港行政局和立法局非官守議員辦事處，於1963年成立。辦事處成立目的是促进两局非官守議員與市民之間的聯繫，市民可到辦事處就公眾利益事宜提出意见，或對香港政府各部门作出投诉。 
辦事處1963年8月在中環於仁大廈（今遮打大廈）成立，初期只聘請速记员和接待員。1964年9月16日，辦事處聘請了一名正式秘书，連同聘請一名文员，一名打字员和一名傳信員。1965年5月8日，辦事處遷至太子大廈。1970年前，辦事處直屬於政府，由政府協助非官守議員處理申訴制度的運作，以及提供內部會議的祕書服務。當局通常會從政務主任、檢察官、行政主任和新聞主任等政府人員中借調到辦事處工作。其後於1970年起，辦事處脫離政府獨立運作，由兩局非官守議員自行領導。
在1985年香港政治制度改革和立法局的間接選舉後，辦事處在1985年更名为行政立法兩局議員辦事處。1988年，立法局通過《行政事務申訴專員條例草案》，翌年制定《行政事務申訴專員條例》，辦事處的申訴功能轉移至新成立的行政事務申訴專員公署（COMAC）（2001年起更名为申诉专员公署）。1991年8月2日，辦事處註冊為擔保有限公司，設立執行委員會，成員由兩局首席議員及不多於9名其他非官守議員組成，辦事處的職能亦改為為正在履行公職的兩局非官方議員提供行政支援及服務。1992年，港督彭定康決定整合立法局祕書服務，時任立法局副主席施偉賢等人開始著手研究，於1993年4月20日向立法局內務委員會提交報告，建議成立新的立法局秘書處，接管立法局秘書辦事處及兩局議員辦事處的職能。隨後，內務委員會通過建議。1993年5月20日，兩局議員辦事處正式改名為立法局祕書處，完成歷史任務。